# محمد بن إبراهيم آل الشيخ
محمد بن إبراهيم آل الشيخ (1311- 1389 هـ / 1893- 1969 م) علامة وداعية وقاض سعودي، مفتي المملكة العربية السعودية، ورئيس المجلس التأسيسي لرابطة العالم الإسلامي.

## نسبه
هو الشيخ محمد بن إبراهيم بن عبد اللطيف بن عبد الرحمن بن حسن بن محمد بن عبد الوهاب، من أسرة آل الشيخ المشهورة، وهم من آل مُشَرَّف عَشيرة من المَعاضِيد من فَخِذ آل زاخِر الذين هم بطن من الوُهَبة من بني حَنظَلة من قبيلة بني تميم. أبوه القاضي الشيخ إبراهيم آل الشيخ، وأمُّه الجوهرة بنت عبد العزيز الهلالي من عرقة من المزاريع من بني عمرو من تميم.

## ولادته ونشأته
ولد محمد بن إبراهيم آل الشيخ يوم الاثنين السابع عشر من شهر المحرَّم عام 1311هـ الموافق 24 يوليو (تَمُّوز) 1893م، وقد نشأ نشأة دينية علمية، فأدخل الكتاب في صغره وحفظ القرآن مبكرا، ثم بدأ الطلب على العلماء مبكراً قبل أن يبلغ السادسة عشر، ثم أصيب بمرض في عينيه وهو في هذه السن ولازمه المرض سنة تقريباً حتى فقد بصره في حدود عام 1328 هـ وهو في سن السابعة عشر – كما حدث هو بذلك عن نفسه.
وكان يعرف القراءة والكتابة قبل فقده لبصره، ويوجد له بعض الأوراق بخطه قبل أن يفقد بصره، وكان يعرف الكتابة حتى بعد فقده بصره وقد شوهد وهو يكتب بعض الكلمات على الأرض.

## أعماله
تولى الشيخ محمد بن إبراهيم آل الشيخ عدداً من المهام والمناصب أهمها:
- منصب القضاء في الغطغط واستمر في هذا العمل ستة أشهر، وتزوج من أهلها أثناء إقامته هناك.
- كان إماماً لمسجد الشيخ عبد الرحمن بن حسن – المسمى الآن مسجد الشيخ محمد بن إبراهيم – وكان خطيباً للجامع الكبير بالديرة في الرياض، واستمر في الإمامة والخطابة إلى موته، وكان حين يغيب أو يسافر ينيب عنه في خطبة الجمعة ابن عمه عبد الله بن عبد الرحمن بن عبد اللطيف آل الشيخ نائب المفتي لشؤون المساجد آنذاك.
- التعليم، فقد كان قبل انشغاله في مصالح المسلمين له حلقة تدريس في مسجده بعد الفجر، وفي بيته في الضحى، وفي مسجده أيضاً بعد العصر أحياناً.
- كان المفتي العام للمملكة العربية السعودية وكان قبل فتح إدارة الإفتاء رسمياً هو الذي يفتي، ثم افتتحت إدارة الإفتاء رسمياً في شهر شعبان من عام 1374 هـ تحت إشرافه.
- ولما افتتحت رئاسة المعاهد والكليات أيضاً كان هو الرئيس، وقد أناب عنه أخاه عبد اللطيف.
- ولما تأسست رئاسة القضاء عام 1376 هـ تولى رئاستها، ووضعت لها ميزانية خاصة، وعين ابنه عبد العزيز نائباً له فيها، وعبد الله بن خميس مديراً عاماً لشؤونها الإدارية.
- ولما افتتحت رئاسة تعليم البنات عام 1380 هـ كان هو المشرف العام عليها، فوضع عبد العزيز ابن ناصر بن رشيد رئيساً عليها، ثم عين في مكانه ناصر بن حمد الراشد.
- ولما افتتحت رابطة العالم الإسلامي كان هو رئيس المجلس التأسيسي لها، وكان الأمين للرابطة هو محمد سرور الصبان.
- ولما افتتحت الجامعة الإسلامية عام 1381 هـ كان هو مؤسسها وعين نـائباً له عبد العزيز بن عبد الله بن باز[2][5]

## من مواقفه
- ساهم مساهمة أساسية في نشر التعليم عموماً والشرعي خصوصاً بالمساهمة العملية الإدارية في تأسيس وإدارة عدد من الجامعات مثل الجامعة الإسلامية في المدينة المنورة وعُيِن عليها آنذاك الشيخ عبد العزيز بن باز، وجامعة الإمام محمد بن سعود الإسلامية والمعاهد العلمية التابعة لها وكان ابنه عبد العزيز بن محمد آل الشيخ أول مدير لها.

## طلبه للعلم
درس محمد بن إبراهيم على الكثير من العلماء ومنهم:
- عمه محمد بن عبد اللطيف بن عبد الرحمن آل الشيخ.
- عبد الرحمن بن مفيريج وقرأ عليه القرآن وهو صغير، وكان محمد يثني كثيراً على حفظ هذا الشيخ وقد سمع وهو يقول عنه: «إنه آية في حفظه لكتاب الله، وفي ضبطه للإعراب، وكان أثناء القراءة عليه يكتب فإذا أخطأ أحد في الحفظ أو القراءة يرد عليه، وكان يرد الخطأ في الحفظ والخطأ في الإعراب، وكان يفتح على الأئمة إذا أخطئوا من أول الآية أو التي قبلها».
- عمه عبد الله بن عبد اللطيف آل الشيخ وبدأ في الدراسة عليه قبل أن يفقد بصره، وكان عبد الله يحب محمداً ويقدره كثيراً رغم صغر سنه آنذاك، وقد سمع محمد وهو يصفه ويقول: «كنت إذا أتيت إليه يرحب بي ترحيباً كثيراً، ويقدمني في المجلس، وكان هذا الفعل من الشيخ يخجلني».
- سعد بن حمد بن عتيق وكان محمد يحبه ويقدره كثيراً، وكان إذا ذكره قال: «شيخنا الشيخ الكبير والعالم الشهير».
- عبد الله بن راشد
- محمد بن عبد العزيز المانع وكان الشيخ ابن إبراهيم يقوم للشيخ ابن مانع إذا جاء إليه ويستقبله ويرحب به ويجلسه مكانه، وقد ذكر عن السبب في تقدير الشيخ له، أنه شيخ له، ولأنه يكبره في السن.

## طريقته في التعليم
كان إذا صلى الفجر استند على سارية مستقبلاً القبلة – في الصيف على الجدار الشرقي لمسجده، وفي الشتاء في خلوة المسجد - ويتحلق عليه الطلبة، ثم يبدأون بالقراءة عليه من المتون حفظاً، ثم يبدأ بالشرح، لمدة ساعة أو أكثر، ثم يفترقون ويأتي آخرون عنده في البيت للدرس وقت الضحى، وكان يطلب القراءة من بعض الطلبة الذين يمتازون بقوة الصوت أو حسنه مثل أحمد بن قاسم وأخوه محمد فهد بن حمين وعبد الرحمن بن عبد الله آل فريان، وكان يلزم طلبته بحفظ المتون، وكان حازماً في هذا الأمر، وكان يلزم طلبته بالحضور للدرس دائماً ولا يرضى بغياب أحد منهم، وكان طريقته في درس المطولات الاختصار في الشرح، فلا يشرح إلا مواضع قليلة تحتاج للشرح بخلاف المختصرات فإنه كان يطيل الشرح فيها، وكان لا يريد الأسئلة التي تكون خارج الدرس أو التي يراها قليلة الفائدة، كان في أول وقته يدرس طلبته جميع الدروس، ثم لما بدأت مسؤولياته تكثر صار ينيب غيره في بعض العلوم مثل أبي حبيب وحماد الأنصاري وإسماعيل الأنصاري، وكان له درس عام قبل صلاة العشاء في مسجده في التفسير وكان الذي يقرأ عليه في هذا الدرس هو عبد العزيز بن محمد ابن شلهوب من أهل الدرعية، وكان يحضر دروسه بعد العشاء الآخر، وكان الذي يأتيه لهذه المهمة هو أحمد ابن عبد الرحمن بن قاسم، فكان يأتيه بعد العشاء ويقرأ عليه دروس الغد، وكان يطلب منه أن يأتيه بحاشية أبيه (عبد الرحمن) على الروض - قبل أن تطبع - ويطلب منه أن يقرأ فيه، وكان يقرأ من حاشية العنقري أيضاً وكان يقول: إن العنقري طالت مدته في القضاء لذلك فحاشيته عن علم وفهم وممارسة، وكان يختبر طلبته دائماً بنفسه في جميع العلوم التي يدرسهم إياها، ويصحح اختباراتهم أيضاً، فلا يعين الطالب قاضياً أو مدرساً ونحو ذلك إلا بعد اجتيازه هذه الاختبارات.

## مؤلفاته
- تحذير الناسك مما أحدثهُ ابن محمود في المناسك
- الجواب الواضح المستقيم في التحقيق في كيفية إنزال القرآن الكريم
- فتوى في تحريم أكل القات
- الفتوى اللاذقية

مجموعة ثلاث رسائل: لمفتي السعودية نشرتها دار الإفتاء، وهي: الروضة الندية في الرد على من أجاز المعاملات الربوية، حكم الاحتفال بالمولد النبوي في الرد على من أجازه، رسالة في حكم المغالاة في مهور النساء.
- نصيحة الإخوان ببيان ما في نقص المباني لابن حمدان من الخبط والخلط والجهل والبهتان
- نصيحة عامة نافعة إلى جميع المسلمين.[6]

## تلاميذه
ينقسم الذين درسوا على يده إلى ثلاثة أقسام: القسم الأول من درسوا عليه قديماً ومنهم ابن عمه عبد الله بن عبد الرحمن بن عبد اللطيف آل الشيخ وهو كذلك من أقرانه وزملائه المقربين، وعبد العزيز بن عبد الله بن حسن آل الشيخ وعبد العزيز بن باز وعبد الله بن حميد وصالح الفوزان وسعد بن محمد الشقيران وصالح بن علي بن غصون عبد الملك بن عمر بن عبد اللطيف آل الشيخ ومحمد بن مهيزع وعبد الرحمن بن سعد وعبد الرحمن بن هويمل وعبد الرحمن بن فارس وسليمان بن عبيد.
القسم الثاني هم طلبته الذين كانوا ملازمين له بشكل شبه دائم، وهم: فهد بن حمين وقد التحق به من عام 1370 هـ ولازمه ملازمة شبه تامة، وكان صوته جميلاً في القراءة فكان محمد آل الشيخ يرتاح لقراءته فيجعله إذا قرأ يطيل أكثر من غيره، ومحمد بن عبد الرحمن بن قاسم وكان يمتاز بحفظه للمتون وضبطه واستحضاره لها، وأحمد بن عبد الرحمن بن قاسم وكان كثير القراءة على الشيخ، وهو الذي كان يأتي للشيخ لتحضير الدروس بعد العشاء، وهو الذي كان كثيراً ما يسافر مع الشيخ في رحلاته ويقرأ عليه فيها، وهو الذي قام بترتيب مكتبته. وإسماعيل بن سعد بن عتيق، ومحمد بن جابر وكان كفيفاً وصار قاضياً في المحكمة المستعجلة، عبد الرحمن بن عبد الله بن فريان، عبد الله بن سليمان بن معيوف ولم يكمل، ومحمد بن عبد الله السحيباني وقد صار قاضياً، وعبد الله بن سعدان الجظعي وصار قاضياً، وعبد الله بن عبد الرحمن بن جبرين وعبد الله بن إبراهيم الصانع ومحمد بن صالح المنصور.
القسم الثالث هم من لم يلازمه دائماً، بل كان يأتي لحلقة الدرس أحياناً، ومنهم: الأمير محمد بن عبد العزيز بن سعود بن فيصل بن تركي وناصر البكر وعبد الله بن عقيل وأحمد الحميدان وعبد الرحمن بن محمد بن عبد اللطيف آل الشيخ.

## أسرته

### إخوته
له ثلاثة إخوة مرتبين حسب العُمر:
- عبد الله بن إبراهيم.
- عبد اللطيف بن إبراهيم. وقد كان من البارزين في علم الفرائض.
- عبد الملك بن إبراهيم. وقد كان رئيس هيئة الأمر بالمعروف والنهي عن المنكر في منطقة مكة المكرمة وقد مات ساجداً في الحرم المكي.

### زوجاته
أما زوجاته تزوج الشيخ ست مرات، وأول زواجٍ له كان في سنة 1335 هـ تقريباً وهو في الرابعة والعشرين من عمره، ومات وفي عصمته ثلاث زوجات هُنَّ:
- أم عبد العزيز ابنة عبد الرحمن آل الشيخ وهي والدة الشيوخ (عبد العزيز وإبراهيم وأحمد).
- أم عبد الله و هي نورة بنت عبد الرحمن بن ناصر الناصر والدة الشيخ د. عبد الله وشقيقته.
- وزوجته منيرة ابنة الشيخ عبد الرحمن بن عبد العزيز القفاري قاضي التمييز ورئيس المحكمة المستعجلة بالرياض من بني تميم تزوجها وهي في سن صغيرة توفي وهي على ذمته.

### أولاده
له خمسة أولاد مرتبين حسب العُمر:
- عبد العزيز بن محمد آل الشيخ، وهو والد الشيخ صالح آل الشيخ.
- إبراهيم بن محمد آل الشيخ.
- أحمد بن محمد آل الشيخ.
- عبد الله بن محمد آل الشيخ.
- الجوهرة بنت محمد آل الشيخ.

## وفاته
في صباح أحد أيام شعبان من عام 1389هـ خرج الشيخ إلى عمله كالعادة ووقف يوصي ببعض الأعمال، ورأي على وجهه أثر صفرة ظاهرة فسئل إن كان متعباً، أو لم ينم؟ فسأل عن سبب السؤال، فقيل له عن أثر صفرة في وجهه، فرجع إلى بيته فسأل أهل البيت فأخبروه فذهب إلى (المشفى المركزي)، فأجروا له بعض التحاليل، فاكتشفوا فيه أحد الأمراض التي تستدعي التنويم. فلم يخرج من (المشفى) بعد ذلك إلا نادراً مثل خروجه عند تحري رؤية هلال رمضان حين خرج إلى البيت فلما ثبت الشهر عاد إلى المشفى.
ثم صدر توجيه بنقله إلى (لندن) لمواصلة العلاج، فلما وصل (لندن) أجروا له الفحوصات والتحاليل اللازمة فرأوا أن المرض بلغ غاية لا ينفع معها عملية أو علاج، ثم دخل في غيبوبة وهو هناك، فأتي به إلى (الرياض) على طائرة خاصة محمولاً على نقالة وبقي في غيبوبة حتى وافته المنية في الساعة الرابعة صباحًا بالتوقيت المحلي من يوم الأربعاء 24 رمضان 1389هـ الموافق 3 ديسمبر (كانون الأول) 1969م.

## وصلات خارجية
- بن إبراهيم آل الشيخ مفتي الديار السعودية.

| سبقه منصب محدث | مفتي عام المملكة العربية السعودية شعبان 1374 - 24 رمضان 1389             | تبعه عبد العزيز بن عبد الله بن باز |
| سبقه منصب محدث | رئيس هيئة كبار العلماء شعبان 1374 - 24 رمضان 1389                        | تبعه عبد العزيز بن عبد الله بن باز |
| سبقه منصب محدث | رئيس البحوث العلمية والإفتاء والدعوة والإرشاد شعبان 1374 - 24 رمضان 1389 | تبعه عبد العزيز بن عبد الله بن باز |
| سبقه منصب محدث | رئيس المجلس التأسيس لرابطة العالم الإسلامي شعبان 1374 - 24 رمضان 1389    | تبعه عبد العزيز بن عبد الله بن باز |